# 대한민국 헌법 제52조
대한민국 헌법 제52조는 대한민국 헌법의 조항이다. 국회의원의 의무에 대해서 서술하고 있다.

## 본문
국회의원과 정부는 법률안을 제출할 수 있다.

## 같이 보기
- 대한민국 헌법 제3장
- 대한민국 국회
- 법안 제출권